# Sidapurna
Sidapurna is een bestuurslaag in het regentschap Tegal van de provincie Midden-Java, Indonesië. Sidapurna telt 6060 inwoners (volkstelling 2010).